# Storia di Leopoli

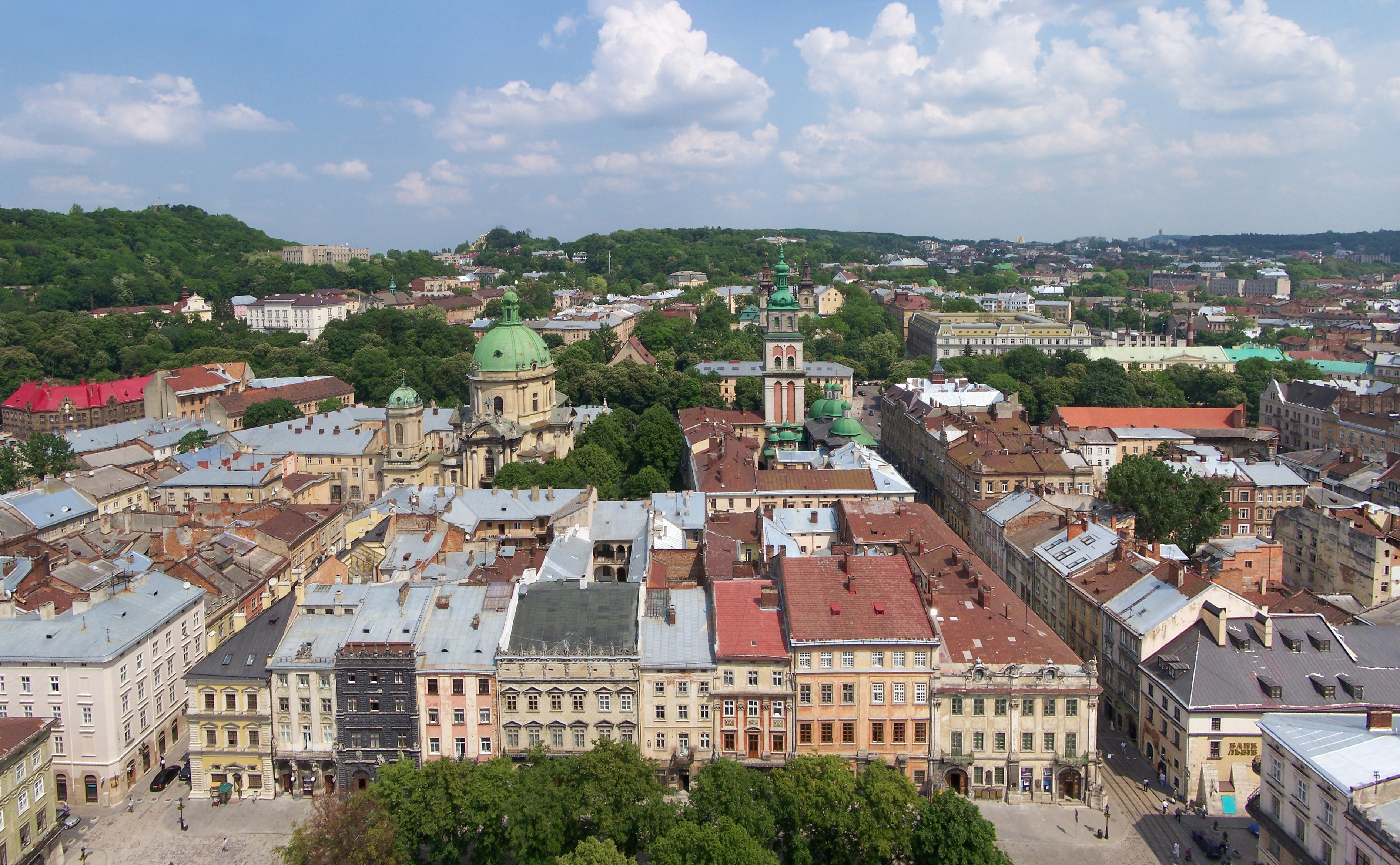
La città vecchia di Leopoli

La storia di Leopoli (in ucraino Львів?, L'viv), un insediamento molto importante dell'Ucraina occidentale, inerisce agli eventi storici che hanno riguardato tale centro dalla sua fondazione, avvenuta nel 1256, a oggi. Prima della creazione dello Stato moderno dell'Ucraina, Leopoli ha fatto parte di numerose entità statali e imperi, tra cui, sotto il nome di Lwów, il Regno di Polonia e, più tardi, la Confederazione polacco-lituana sotto il nome di Lemberg, dell'Impero austriaco e, successivamente, quello austro-ungarico; la Repubblica Nazionale dell'Ucraina Occidentale di breve durata dopo la prima guerra mondiale; ancora la Polonia e l'Unione Sovietica. Inoltre, sia gli svedesi che i turchi ottomani hanno effettuato tentativi infruttuosi di conquistare la città.

## Storia antica

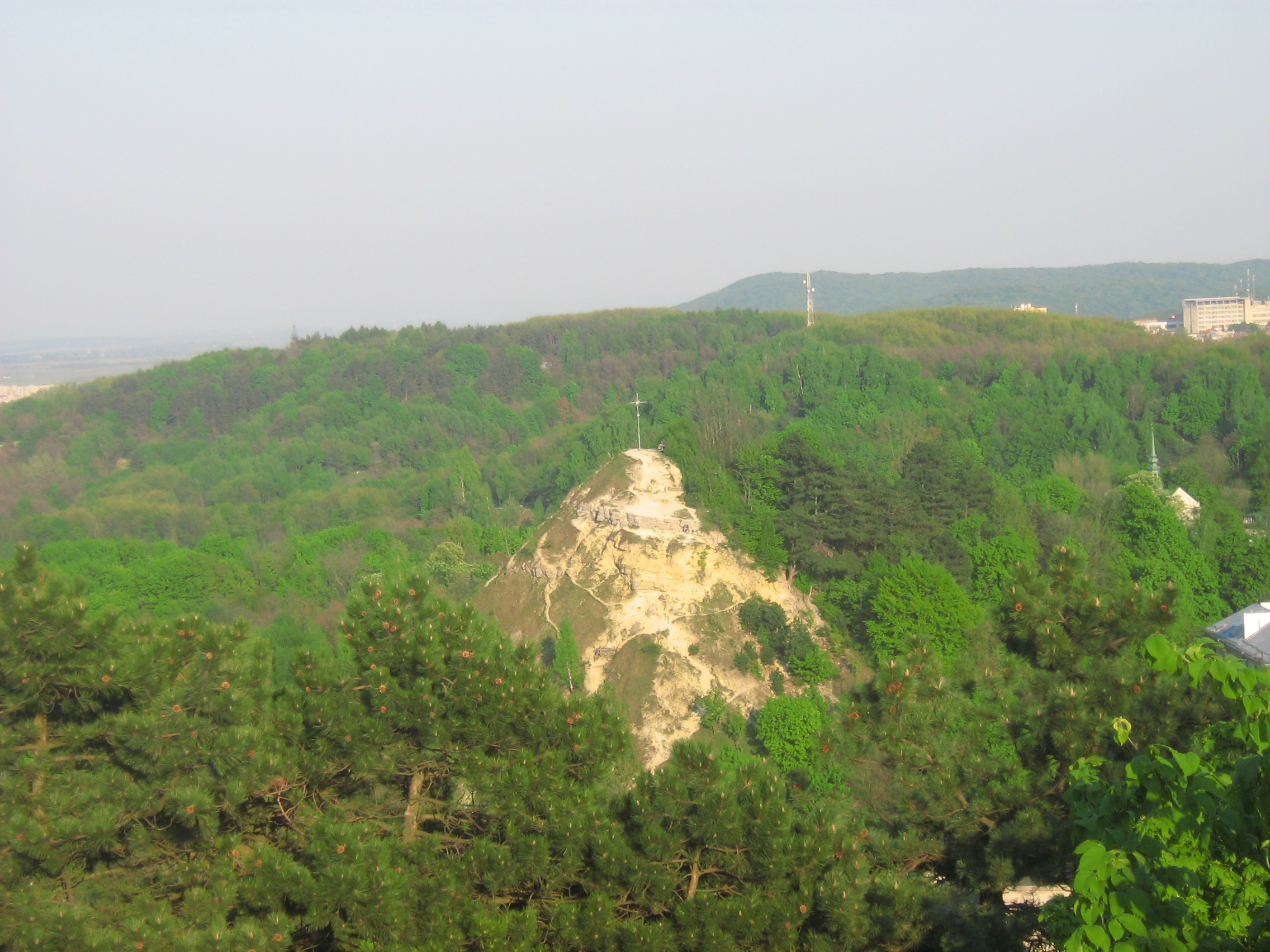
Colline nei dintorni di Leopoli. Si suppone che esse fossero state abitate in maniera più o meno costante sin dalla Preistoria

Recenti scavi archeologici evidenziano che l'area di Leopoli fosse popolata, se non dalla Preistoria, almeno con certezza dal VI secolo: quella porzione di terra localizzata tra la collina del castello e il fiume Poltva venne colonizzata dai Lendiani (Lędzianie), una tribù slava occidentale sin dal IX secolo.
Nel 981, le città Červen si arresero a Vladimir il Grande e passarono sotto il dominio della Rus' di Kiev. A seguito della spedizione di Kiev, furono Boleslao il Coraggioso e poi Miecislao II (1018-1031) a detenere il potere fino a quando il luogo non venne occupato da Jaroslav il Saggio nel 1031.

### Principato di Galizia-Volinia
Leopoli fu fondata da Leone I, principe di Galizia dopo il 1250 e a lui si deve il nome della città. Secondo invece una ricostruzione alternativa, sarebbe stata ufficialmente fondata nel 1256 dal padre di Leone, Danilo, e così chiamata in onore di suo figlio. Il toponimo vuol dire letteralmente Terre del Leone o Città del Leone (da cui la denominazione latina Leopolis).
Nel 1261, la città fu invasa dai tartari: varie fonti riferiscono gli eventi che vanno dalla distruzione del castello fino a quando fu rasa al suolo completamente. Tutti gli scritti concordano sul fatto che una simile decisione avvenne per ordine del generale mongolo Boroldai. Vasyl' Mudryĭ afferma che le ragioni di una simile scelta sono da rintracciarsi nella cronaca galizio-voliniana, in cui si riporta che nel 1261 «disse Buronda a Vasylko: "Dato che sei in pace con me, raderai al suolo tutti i tuoi castelli"». Basil Dmytryshyn sostiene che il comando risultasse implicito per le fortificazioni nel loro insieme, rendendo dunque necessario interpretare invece il passo nella seguente maniera: "Se desideri stipulare una pace con me, allora distruggi [tutte le fortificazioni del]le tue città". Secondo l'Universal-Lexicon der Gegenwart und Vergangenheit fu imposto al fondatore stesso dell'insediamento di occuparsi della demolizione di esso.
Dopo la morte di Danilo, Leone ricostruì la città intorno all'anno 1270 e, scegliendo Leopoli come sua residenza, la elevò al ruolo di capitale della Galizia-Volinia, ruolo in passato toccato ad Halyč. La città viene menzionata per la prima volta nella sopraccitata cronaca di Galizia e Volinia, risalente al 1256. Trattandosi di un importante centro commerciale, Leopoli attirò presto mercanti tedeschi, armeni e di altre etnie: in concomitanza con l'afflusso di questi popoli, giunsero anche diversi polacchi da Cracovia, a seguito di una grave crisi verificatisi in loco. Intorno al 1280 i tanti armeni che vivevano in Galizia risiedevano principalmente a Leopoli, dove aveva sede anche il loro arcivescovo.
Nel 1323 la dinastia dei Romanovič, il ramo della dinastia rjurikide da cui discendeva il fondatore Leone I, si estinse. La città passò in mano a Boleslao di Masovia, erede sia dei Piasti da parte di padre, sia della dinastia Romanovič da parte di madre. Questi scelse di adottare il nome "Jurij" e si convertì alla religione ortodossa, ma non riuscì a ottenere il sostegno dei nobili locali e alla fine fu da loro avvelenato.
La città fu ereditata dal Granducato di Lituania nel 1340 e governata dal voivoda Dmytro Dedko, il favorito del principe lituano Liubartas, figlio del famoso sovrano Gedimino, fino al 1349.

### Guerre di Galizia-Volinia e Regno di Polonia
Dopo la morte di Boleslao Jurij di Masovia e Halyč nel 1340, i diritti sul suo dominio passarono al suo compagno dinasta e cugino Piast, re Casimiro III di Polonia. I nobili locali nominarono uno tra la loro cerchia, Dmytro Dedko, come sovrano, e respinsero l'invasione polacca durante le guerre per la successione del Principato di Galizia-Volinia: Casimiro III intraprese una spedizione per conquistare Leopoli nel 1340, riuscendo ad incendiare il vecchio castello principesco.
Dopo la morte di Dedko, il re Casimiro III tornò ancora e le sue forze occuparono Leopoli e il resto della Rutenia Rossa nel 1349, anno in cui il monarca polacco costruì due nuovi castelli. Da quel momento in poi la popolazione fu sottoposta a tentativi sia di polonizzazione che di conversione forzata al cattolicesimo.
Nel 1356 Casimiro III concesse alla città il diritto di Magdeburgo e questo implicava che tutte le eventuali controversie dovessero essere risolte da un consiglio comunale eletto dai cittadini più abbienti; il sigillo del consiglio cittadino del XIV secolo recitava Civitatis Lembvrgensis. Nello stesso periodo si assistette a una fase di crescita: tra le altre strutture, fu ultimata la Cattedrale latina, quasi in concomitanza con un edificio che sorgeva dove oggi ha sede la Cattedrale di San Giorgio. Inoltre, il nuovo autogoverno portò alla maggiore crescita della comunità armena, la quale poté beneficiare dell'autorizzare a realizzare un proprio edificio religioso nel 1363.
Dopo la morte di Casimiro nel 1370, gli successe suo nipote, il re Luigi I d'Ungheria, che nel 1372 accorpò Leopoli alla Galizia-Volinia sotto l'amministrazione del suo parente Ladislao, duca di Opole. Quando questi rinunciò dalla carica di governatore nel 1387, la regione fu occupata dagli ungheresi, ma presto Edvige, e moglie del granduca lituano Jogaila, la invase e la incorporò ai territori facenti capo alla corona polacca. Leopoli in seguito servì come luogo di omaggio ad alcuni dei vassalli del re di Polonia.

## Confederazione polacco-lituana

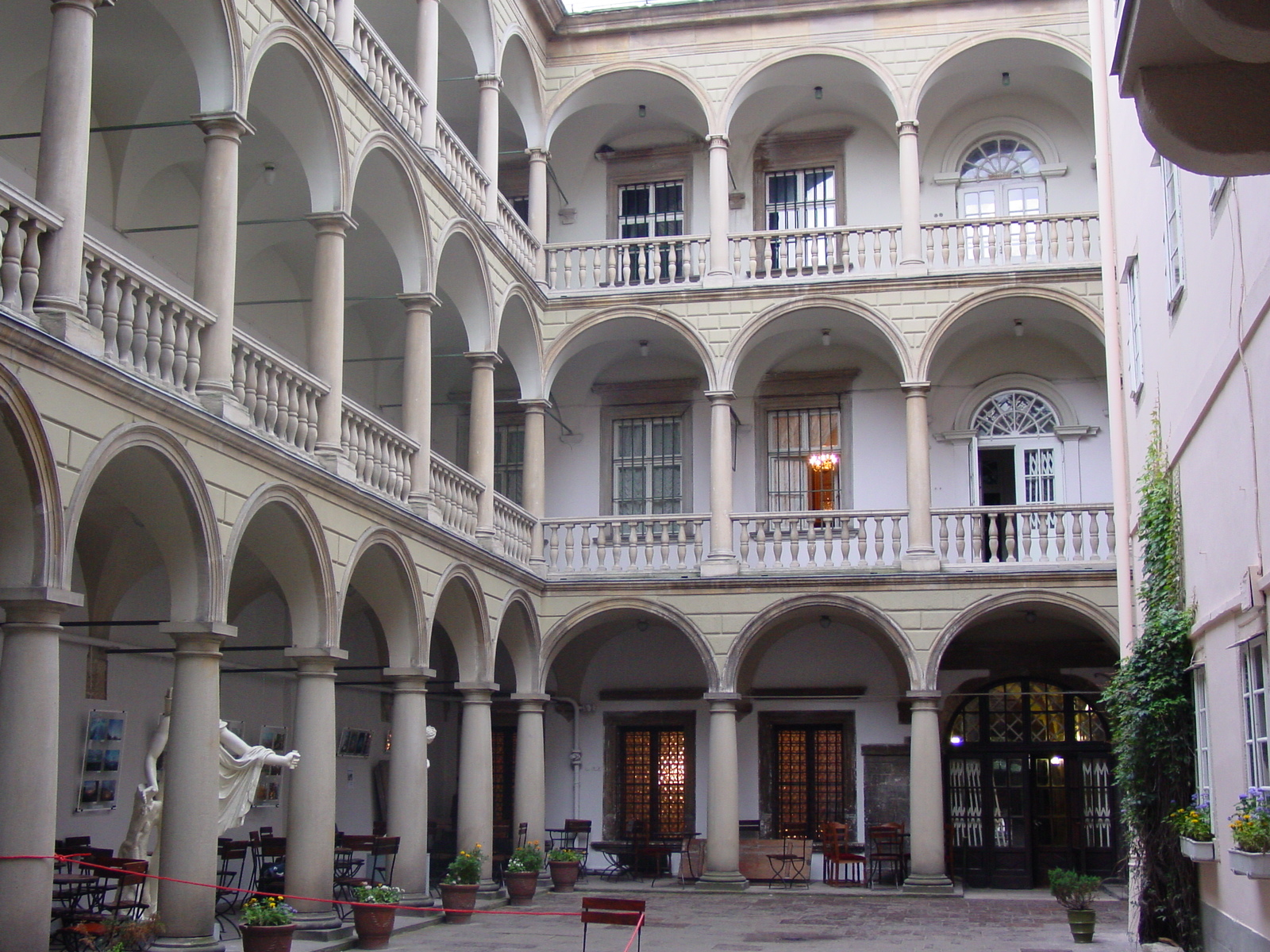
Cortile in stile rinascimentale della residenza di re Giovanni III Sobieski

In quanto parte della Polonia (e in seguito della Confederazione polacco-lituana) la città era indicata come Lwów e divenne la capitale del Voivodato di Rutenia, il quale comprendeva cinque regioni: Lwów, Chełm (in ucraino: Kholm), Sanok, Halicz (Halyč) e Przemyśl (Peremyšl). Grazie al diritto di transito concesso, si cominciarono a trarre profitti significativi dalle merci trasportate tra il mar Nero e il Baltico. Nei secoli successivi, la popolazione crebbe in numero rapidamente e presto Lwów divenne un centro multietnico e multireligioso, nonché rilevante a livello culturale, scientifico e commerciale.
Si rafforzarono al contempo le fortificazioni e Leopoli divenne una delle fortezze più importanti situate nella parte sud-orientale della Confederazione. In campo religioso, convissero tre arcivescovadi: il cattolico romano (istituito nel 1375), il greco cattolico e l'armeno cattolico. Un simile quadro rifletteva la presenza di numerose popolazioni etniche che si andavano a sovrapporre agli autoctoni, ovvero tedeschi, ebrei, italiani, inglesi, scozzesi e altre minoranze. Dal XVI secolo, il mosaico religioso della città cominciò a inglobare anche una nutrita comunità protestante. Nella prima metà del XVII secolo, si contavano circa 25.000-30.000 abitanti: a quel tempo erano attive circa 30 organizzazioni artigianali, che coinvolgevano ben più di cento diverse specialità.

### Declino della Confederazione
Nel XVII secolo Leopoli fu assediata più volte senza successo. Le continue lotte contro gli eserciti invasori e la strenua resistenza dei suoi abitanti le valsero l'appellativo di Semper fidelis. Nel 1649, a scatenare un attacco da parte dei cosacchi fu Bohdan Chmel'nyc'kyj: l'atamano riuscì ad espugnare e distruggere il castello locale. Tuttavia, i cosacchi non preservarono a lungo la posizione e si ritirarono, dovendo accontentarsi della richiesta di un riscatto. Nel 1655 gli eserciti svedesi invasero la Polonia nell'ambito del cosiddetto Diluvio e presto ne sottomisero la maggior parte. Più tardi, il sovrano polacco Giovanni II Casimiro pronunciò solennemente il suo voto di consacrare il paese alla protezione della Madre di Dio e la proclamò patrona e regina delle terre nel suo regno nella cattedrale latina di Lwów nel 1656: l'episodio prende il nome di Śluby lwowskie, ovvero letteralmente dal polacco "giuramento di Lwów".
Gli svedesi cinsero d'assedio Leopoli, senza però prevalere sui difensori e dovendo dunque ritirarsi prima di catturarla. L'anno successivo la città dovette affrontare gli eserciti del duca della Transilvania Giorgio I Rákóczi, riuscendo pure stavolta a non cedere. Nel 1672, si subì un ennesimo assalto, guidato in tale caso dall'esercito turco del sultano Mehmed IV: tuttavia, il trattato di Bučač scongiurò l'eventualità che Leopoli cedesse ponendo fine al conflitto in corso. Nel 1675 la città fu attaccata dagli ottomani e dai tartari, ma il 24 agosto re Giovanni III Sobieski li sconfisse in quella che viene chiamata la battaglia di Lesienice, oggi situata alla periferia orientale dell'agglomerato urbano. Nel 1704, durante la Grande guerra del Nord, Leopoli si arrese e fu saccheggiata per la prima volta nella sua storia dagli eserciti di Carlo XII di Svezia.

## Epoca asburgica

### Il XVIII secolo

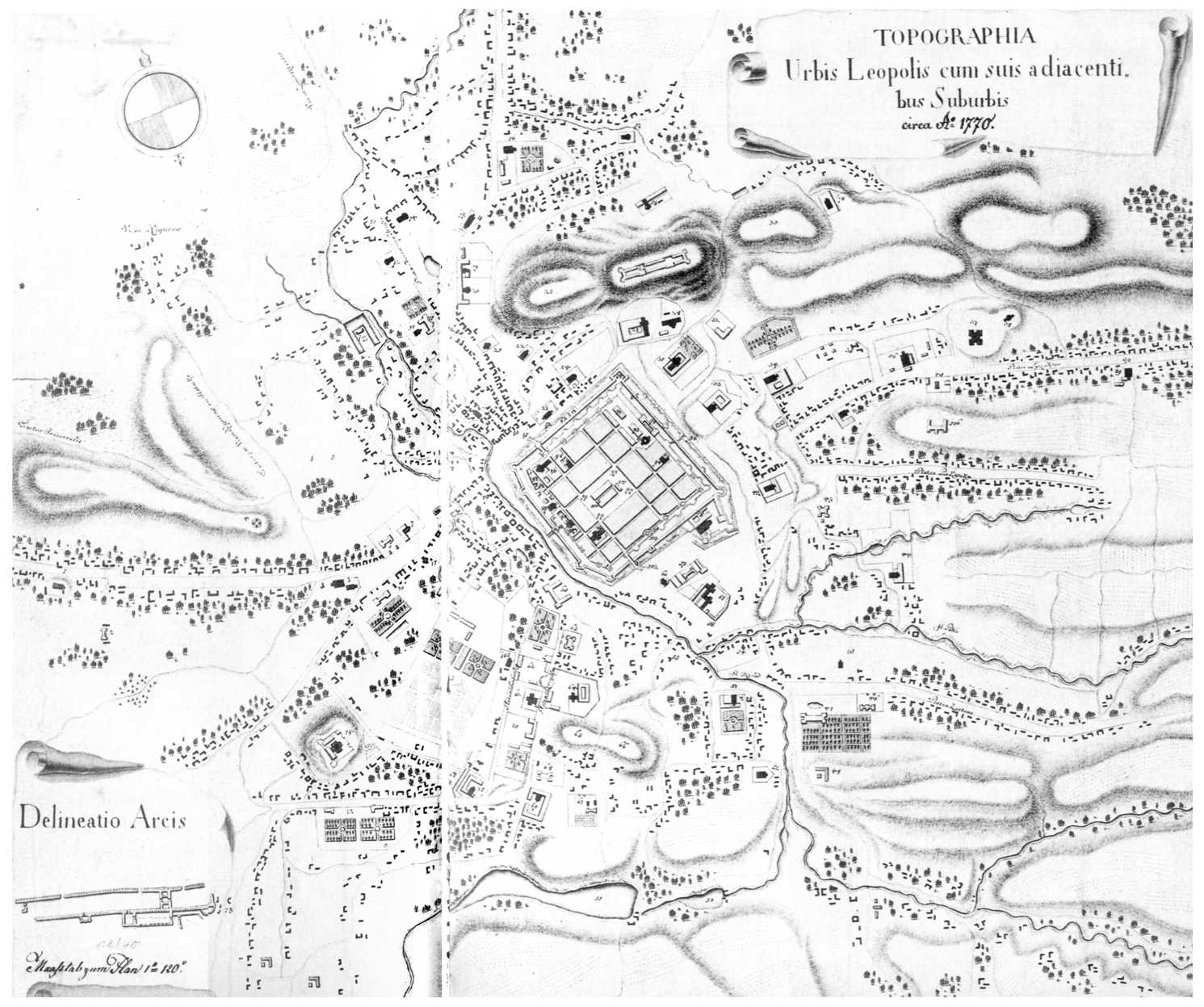
Topografia della città del 1770

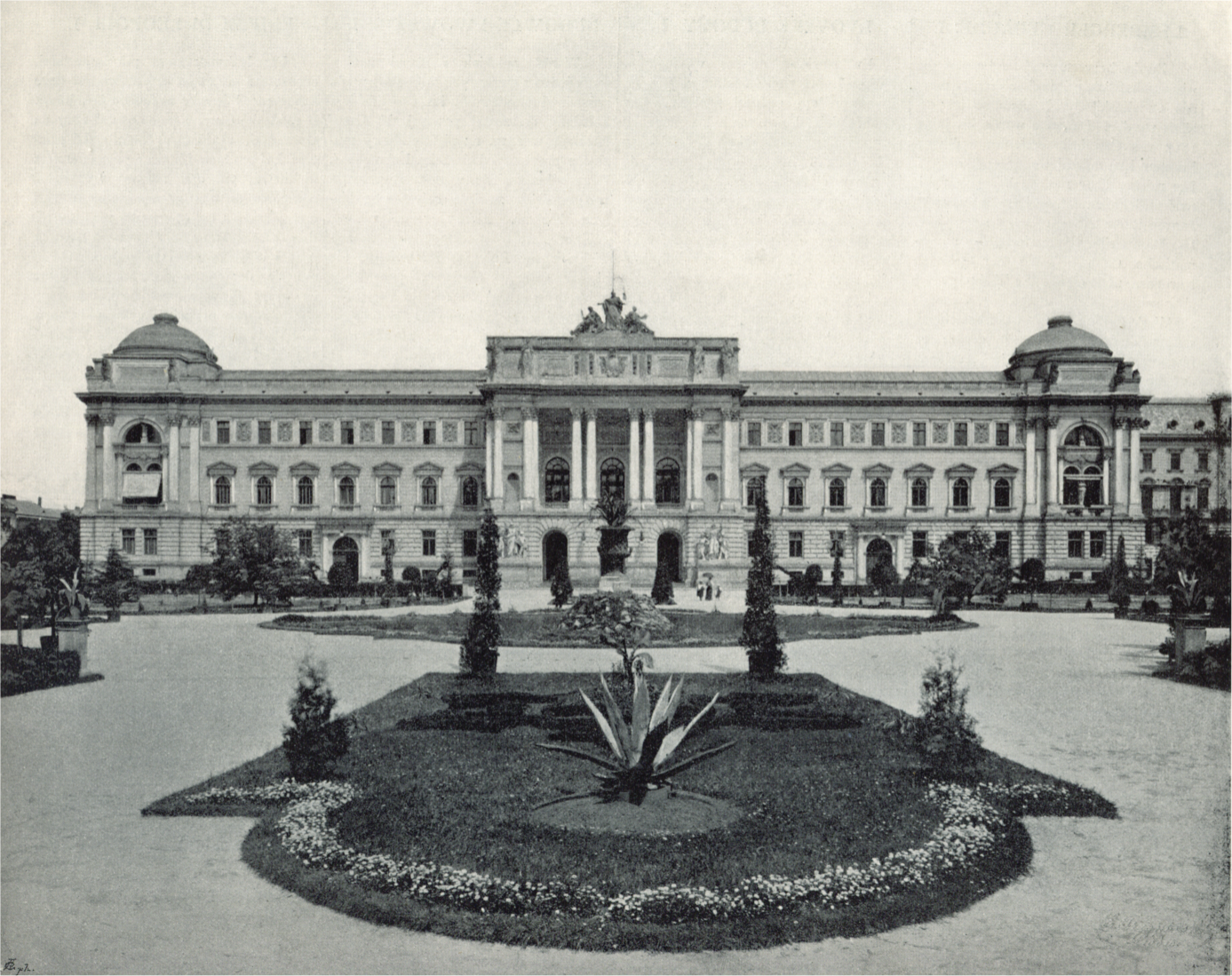
Durante il dominio austriaco, Leopoli divenne la capitale del distretto della Galizia e le fu consentito possedere una propria assemblea regionale

Nel 1772, in seguito alla prima spartizione della Polonia, la città toccò all'Austria e acquisì il ruolo di capitale della provincia chiamata Regno di Galizia e Lodomeria, il cui il secondo termine deriva da Lemberg, la denominazione germanica riservata a Leopoli: in alternativa, il distretto era indicato semplicemente come Polonia austriaca. In principio le autorità austriache si comportarono in maniera lassista: nel 1773 vide la luce il primo giornale locale, intitolato la Gazette de Leopoli. La popolazione aumentò durante il XIX secolo, tanto che si salì dai circa 30.000 abitanti al momento dell'annessione austriaca nel 1772 ai 196.000 del 1910 e ai 212.000 tre anni più avanti; mentre nella città le condizioni non subirono drastici risentimenti se non per qualche eccezione, nella Galizia austriaca la povertà si diffuse in maniera dilagante.
Per quanto riguarda l'ambito culturale, nel 1784 l'imperatore Giuseppe II riaprì l'Università di Leopoli: le lezioni si svolgevano quasi esclusivamente in lingua latina, sebbene alcune di esse, come quelle relative alla teologia pastorale e all'ostetricia, si tenevano in polacco. Il tedesco veniva impiegato come seconda lingua in alcuni corsi, principalmente quelli di medicina. Con il passare del tempo, l'ateneo istituì una cattedra di lingua tedesca e si rimpiazzarono le cattedre che utilizzavano un altro idioma in favore del tedesco. Per formare una nuova generazione di sacerdoti greco-cattolici, l'università diede forma nel 1787 all'Istituto scientifico ruteno per studenti non di lingua latina: questi dovevano dedicarsi all'apprendimento della filosofia per due anni nella loro lingua madre, ruteno e polacco che fosse, prima di studiare teologia in latino. L'importanza dell'istituto diminuì nel 1795 dopo l'annessione dell'Austria alla città polacca di Cracovia, la quale vantava una maggiore reputazione e radici più antiche in fatto di centro culturale. A seguito di alcuni cambiamenti amministrativi avvenuti nel 1805, Leopoli perse il suo status di città universitaria. Ciononostante, in questo breve periodo emerse una grande quantità di menti, tra cui Johann Wenzel Hann, dal 1792 rettore dell'università, che era stato un docente di ottima fama, poeta e traduttore di poesia polacca in tedesco dopo aver appreso il polacco stesso. Il medico Franz Masoch e il suo assistente Peter Krausnecker diedero un contributo significativo allo sviluppo e alla promozione della vaccinazione e alla lotta contro il vaiolo.
Wojciech Bogusławski aprì il primo teatro pubblico nel 1794 e Józef Maksymilian Ossoliński fondò nel 1817 l'Ossolineum, un istituto scientifico e culturale. All'inizio del XIX secolo la città divenne la nuova sede del primate della Chiesa greco-cattolica ucraina, il cui titolo completo era "arcivescovo di Kiev, Halyč' e Rus', metropolita di Leopoli".

### I primi dell'Ottocento
Nel XIX secolo, accusando la nobiltà polacca dell'arretratezza della regione, l'amministrazione austriaca tentò di germanizzare le attività educative e governative della città. L'università chiuse i battenti nel 1805 e riaprì nel 1817 come accademia puramente tedesca, senza che esercitasse una grande influenza, come in passato, sulla vita della città. Anche la maggior parte delle altre organizzazioni sociali e culturali andarono incontro al divieto di ricostituirle dopo lo smantellamento. Tra la fine del XVIII e l'inizio del XIX secolo, un ingente afflusso di tedeschi e burocrati cechi di lingua tedesca conferì al luogo, soprattutto, negli anni Quaranta dell'Ottocento, un "carattere piuttosto tedesco", per ordine, aspetto e circoli di intellettuali, in particolare nei salotti culturali tedeschi. Si sviluppò col tempo una certa rivalità tra la nuova élite austriaco-tedesco-ceca e la vecchia guardia rappresentata da funzionari e studiosi polacchi.

### La rivoluzione del 1848
Le dure leggi imposte dalla Casa d'Asburgo portarono allo scoppio di insurrezioni nel 1848 e alla presentazione di una petizione all'imperatore chiedendogli di reintrodurre l'autogoverno locale, l'istruzione in polacco e ucraino e la designazione del polacco dello status di lingua ufficiale. Sei reggimenti di guardie nazionali si formarono secondo la moda dei rivoluzionari a Vienna, di cui una metà polacca e l'altra ucraina. Tuttavia, i rivoluzionari polacchi costrinsero presto i reggimenti ucraini a sciogliersi e a fondersi in quelli polacchi, provocando così delle tensioni etniche tra i gruppi.
Dopo che la rivolta di Vienna fu repressa il 2 novembre 1848, il malcontento si diffuse tra i rivoluzionari: nuovi dissapori emersero rapidamente tra la Guardia imperiale e le truppe regolari austriache presidiate nella città. Il comandante della guarnigione, il generale Guglielmo Federico von Hammerstein, ordinò che le guardie nazionali fossero confinate nelle loro caserme. Dopo ripetute violazioni, Hammerstein ordinò l'arresto degli ufficiali, inducendo la Guardia imperiale a impadronirsi del centro della città e a erigere delle barricate.
Il 6 novembre 1848, le forze austriache al comando del generale Hammerstein avviarono il bombardamento del centro della città per tre ore, dando fuoco al municipio (Rathaus), così come il palazzo dell'Accademia, la biblioteca, il museo e molte strade fiancheggiate da case. Un comitato di pubblica sicurezza composto da residenti di spicco si arrese al generale nello stesso giorno: vista la difficile situazione, fu dichiarata la legge marziale e tutte le case sottoposte a perquisizioni. I termini includevano il disarmo della Legione Accademica, composta principalmente da studenti, una riorganizzazione della Guardia imperiale unita alla sottomissione della stessa all'autorità del generale, e la registrazione di tutti gli stranieri, poiché queste persone veniva accusate nei centri principali e in molti altri luoghi di aver fomentato ribellione e malcontento.

### Sviluppi nella metà del XIX secolo
Dopo la rivoluzione del 1848, le lingue di insegnamento dell'università tornarono a includere l'ucraino e il polacco. In quel periodo si sviluppò un certo socioletto nella città divenuto come dialetto di Lwów (in polacco: gwara lwowska; in ucraino: Львівська ґвара, L'vivs'ka gvara): considerato più vicino al polacco che all'ucraino, trae in realtà origine da numerosi altri idiomi locali. La maggioranza delle richieste fu accolta vent'anni dopo, nel 1861; in tale contesto, fu istituito un parlamento galiziano (Sejm Krajowy) e, nel 1867, la Galizia ottenne una vasta autonomia sia in campo culturale che economico. Il polacco tornò ad essere una lingua con cui si potevano tenere lezioni all'università.
Nel 1853, fu la prima città europea ad avere l'illuminazione stradale grazie alle innovazioni scoperte dagli abitanti di Leopoli Ignacy Łukasiewicz e Jan Zeh; in quell'anno si introdussero come lampioni quelli a cherosene, spariti nel 1858 in favore di quelli a gas e nel 1900 si passò all'elettricità.
Dopo il cosiddetto Ausgleich del febbraio 1867, l'Impero austro-ungarico rimpiazzò la precedente entità statale e diede vita a un lento ma costante processo di liberalizzazione del dominio austriaco in Galizia. Dal 1873, la regione storica costituiva de facto una provincia autonoma dell'Austria-Ungheria con il polacco e, in misura molto minore, l'ucraino o il ruteno, come lingue ufficiali. Il processo di germanizzazione si era arenato ed era venuta meno anche la censura. La Galizia rientrava nella zona austriaca della doppia monarchia, ma il sejm galiziano e l'amministrazione provinciale, entrambi aventi sede a Leopoli, godevano di ampi privilegi e prerogative, specialmente nell'istruzione, nella cultura e negli affari locali. Nel 1894 la città ospitò l'Esposizione nazionale generale. La crescita a livello demografico fu talmente poderosa che l'insediamento divenne il quarto più grande dell'Austria-Ungheria, stando ai dati del censimento del 1910. Si realizzarono molti edifici pubblici e case popolari nel periodo della Belle Époque, tanto che edifici del periodo asburgico quale il teatro dell'opera costruito in stile viennese neorinascimentale, dominano e caratterizzano ancora gran parte del centro storico della città.

### La fine del dominio asburgico

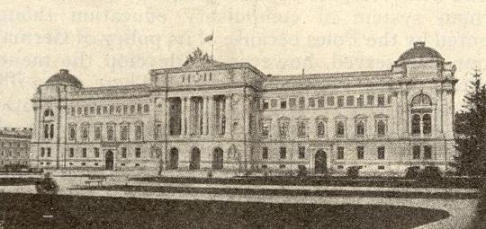
Il sejm della Galizia (fino al 1918), dal 1920 sede dell'università cittadina

Durante il dominio asburgico, Leopoli divenne uno dei principali centri intellettuali polacchi, ucraini ed ebraici. La città, cui fu concesso il diritto di inviare delegati al parlamento imperiale di Vienna, attirò un crogiolo di personalità di spicco da varie latitudini. A Leopoli, secondo il censimento austriaco del 1910, che elencava religione e lingua, il 51% della popolazione della città era cattolico romano, il 28% ebreo e il 19% seguiva la Chiesa greco-cattolica ucraina. A livello linguistico, l'86% della popolazione si esprimeva in polacco, mentre l'11% prediligeva quella ucraina.
La provincia della Galizia divenne l'unica zona del vecchio stato polacco con una certa libertà culturale e politica, permettendo dunque la giunta da una maggiore ventata di innovazioni. Leopoli ospitava l'Ossolineum, con la seconda più grande collezione di libri polacchi nel mondo, l'Accademia polacca delle arti, la Società storica polacca, il teatro polacco e l'arcidiocesi polacca. D'altro canto, si svilupparono anche circoli di ucraini che confluirono in movimenti di carattere patriottico, a differenza di altre parti dell'Ucraina sotto il dominio russo, dove, prima del 1905, tutte le pubblicazioni in ucraino risultavano proibite come parte di un'intensa campagna di russificazione che coinvolse anche i Paesi baltici. La città ospitava le istituzioni ucraine più organizzate e influenti del mondo, inclusa la società Prosvita, dedita alla diffusione dell'alfabetizzazione in lingua ucraina, l'istituto scientifico Ševchenko, la poderosa compagnia di assicurazioni del Dnestr e base del movimento cooperativo ucraino. L'influenza della comunità ebraica a Leopoli si percepisce perché a cavallo della fine del XIX secolo e l'inizio del XX aumentò il numero di locutori in yiddish, il cui apprendimento era tra l'altro incoraggiato dal quotidiano Lemberger Togblat curato da editori semiti.

## Grande Guerra e sviluppi successivi

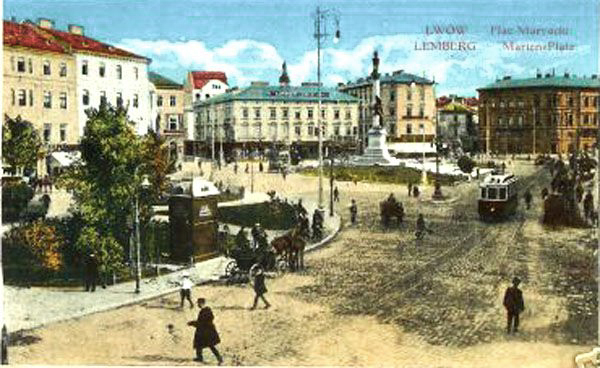
Lemberg nel 1915

Nelle fasi iniziali della prima guerra mondiale, Leopoli passò in mano all'esercito imperiale russo a seguito di un'efficace operazione militare avvenuta nel settembre 1914, ritornando all'Austria-Ungheria nel giugno dell'anno successivo. Con il crollo dell'Impero asburgico alla fine della Grande Guerra, la popolazione ucraina locale, sotto la guida di Yevhen Petrushevyč, proclamò Leopoli capitale della Repubblica Popolare dell'Ucraina Occidentale il 1º novembre 1918.

### Guerra polacco-ucraina

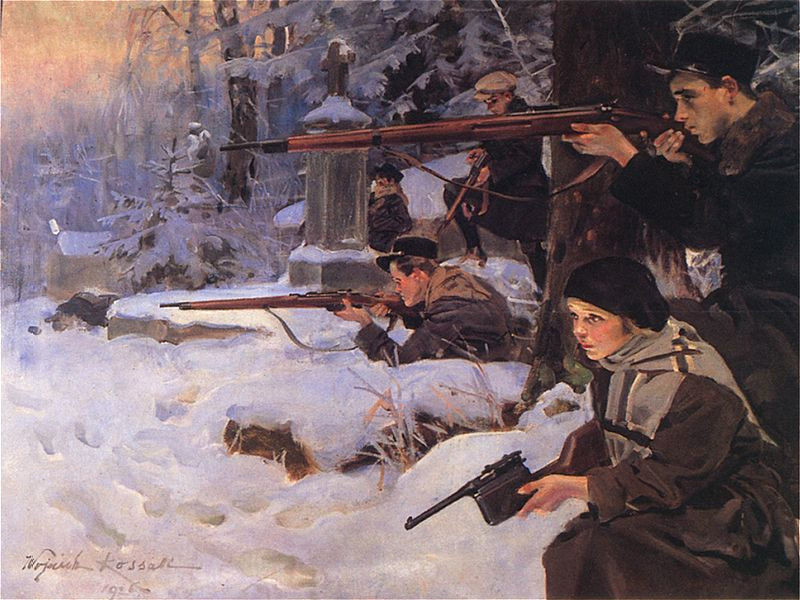
Gli aquilotti - La difesa del cimitero di Wojciech Kossak (1926). Olio su tela, Museo dell'Esercito Polacco, Varsavia.
Dipinto raffigurante giovani polacchi durante la rivolta di Leopoli contro l'istituzione della Repubblica Popolare dell'Ucraina Occidentale proclamata nella città

Con il crollo della monarchia austro-ungarica, il 18 ottobre 1918, nella città si decise di costituire il Consiglio nazionale ucraino (Rada), composto da membri ucraini del parlamento austriaco e diete regionali di Galizia e Bucovina, nonché esponenti dei partiti politici ucraini. Il Consiglio annunciò subito l'intenzione di voler unire le terre dell'Ucraina occidentale in un unico stato. Mentre i polacchi stavano avanzando verso sud per conquistare Leopoli e la Galizia orientale, il capitano Dmytro Vitovsky dei fucilieri di Sich condusse il gruppo di giovani ufficiali ucraini in un'azione decisiva e, nella notte tra il 31 ottobre e il 1º novembre, i militari ucraini assunsero il controllo del centro urbano. La Repubblica Popolare dell'Ucraina Occidentale fu proclamata il 1º novembre 1918 con Leopoli come capitale: durante la proclamazione, in cui si ricordò che gran parte dei territori incorporati erano in gran parte popolati da ucraini, i polacchi si trovarono spiazzati, poiché fra l'altro rappresentavano la maggioranza etnica nella città. Pertanto, mentre i residenti ucraini sostenevano con entusiasmo la proclamazione e la significativa minoranza ebraica della città accettò o rimase neutrale nei confronti della proclamazione ucraina, i residenti polacchi manifestarono presto il loro malcontento. I soldati ucraini si mossero nel frattempo per arrestare il governatore austriaco della Galizia, il conte Karl von Huyn, reo di non aver ceduto formalmente il potere al Consiglio nazionale ucraino. Il 2 novembre, Huyn annunciò di non essere più in grado di svolgere i suoi doveri ufficiali e cedette il suo incarico al suo vice, Volodymyr Detsykevyč, che a sua volta rassegnò le dimissioni e assegnò i suoi poteri ai rappresentanti del movimento insurrezionalista ucraino.
Subito dopo, la maggioranza polacca di Leopoli, una città di oltre 200.000 abitanti, scatenò una rivolta armata che la guarnigione ucraina, composta da 1.400 uomini perlopiù di giovane età e del ceto contadino, non seppe fronteggiare. I polacchi presero presto il controllo della maggior parte del centro della città. Incapaci di penetrare nelle aree centrali, le forze ucraine assediarono la città, difese dalle forze irregolari polacche tra cui i cosiddetti aquilotti di Leopoli, composti soprattutto da giovanissimi. Dopo che la Commissione inter-alleata di Parigi accettò di lasciare la città sotto l'amministrazione polacca fino a quando il suo futuro non fosse stato risolto da un trattato postbellico o da un referendum, le forze regolari polacche raggiunsero la città il 19 novembre e, il 22 novembre, le truppe ucraine dovettero fuggire. Quando i biancorossi conquistarono la regione, alcune frange della milizia polacca iniziarono a saccheggiare e bruciare gran parte dei quartieri ebraici e ucraini della città, uccidendo circa 340 civili. Dopo essersi assicurate la supremazia del centro urbano, le autorità polacche emisero una serie di provvedimenti restrittivi discriminatori all'indirizzo degli ucraini, sancendo la chiusura di tutte le istituzioni e le società da loro controllate, l'arresto di massa di centinaia di persone, il divieto a godere del giorno di riposo durante le festività religiose greco-cattoliche e il licenziamento della maggior parte dei funzionari di etnia slava orientale. I membri ucraini del consiglio comunale si dimisero in segno di protesta e nessun gialloblù si sarebbe seduto nel consiglio comunale fino al 1927.
Nei mesi successivi, altri territori della Galizia controllati dal governo della R.P.U.O. si arresero alle forze polacche, cosa che di fatto pose fine al potere del governo ucraino. L'accordo dell'aprile 1920 concluso dalla Polonia con Symon Petljura, il rappresentante del governo in esilio della Repubblica Popolare Ucraina, incontrò la feroce opposizione degli ucraini occidentali. L'atto riconosceva il controllo della Polonia su Leopoli e le aree circostanze in cambio dell'assistenza militare polacca a Petlura contro i bolscevichi.

### Guerra polacco-sovietica
Durante la guerra polacco-sovietica del 1920, Leopoli fu attaccata dalle forze di Aleksandr Il'ič Egorov. Dalla metà di giugno 1920, la 1ª armata di cavalleria di Semën Budënnyj stava cercando di raggiungere la città da nord e da est, mentre si tentavano di allestire delle difese efficaci. Gli abitanti radunarono ed equipaggiarono autonomamente tre reggimenti di fanteria e due reggimenti di cavalleria, oltre a costruire linee di protezione. La città risultava difesa da un equivalente di tre divisioni polacche aiutate da una divisione di fanteria ucraina. Dopo quasi un mese di cruenti e feroci combattimenti, il 16 agosto l'Armata Rossa attraversò il fiume Bug e, grazie al supporto di ulteriori 8 divisioni dei cosiddetti Cosacchi Rossi, diede il via all'assalto alla città. Gli scontri portarono a pesanti perdite da entrambi gli schieramenti, ma a seguito di tre giorni l'Armata Rossa interruppe l'assedio e si spostò verso est. Come ricompensa per l'eroica difesa, Leopoli fu insignita della medaglia Virtuti Militari.

### Periodo interbellico
Una volta entrata in vigore la pace di Riga, Leopoli rimase alla Polonia come capitale del Voivodato di Lwów. Trattandosi del terzo centro abitato più popoloso della Polonia, si intuisce come fiorirono la crescita demografica, quella culturale, scientifica e sportiva. L'istituto di matematica riuscì ad acquisire in campo scientifico una importante fama, tanto che i suoi membri animavano spesso vivaci e stimolanti discussioni accademiche che si tenevano presso il Caffè Scozzese della città (Kawiarnia Szkocka).
Durante il periodo interbellico, Leopoli aumentò a livello demografico in modo significativo, passando dai 219.000 abitanti del 1921 ai 312.200 del 1931 e un numero stimato di 318.000 residenti nel 1939. I polacchi costituivano la maggioranza, ma di grande interesse è rilevare che un quarto degli abitanti fosse ebreo. Seguiva la comunità ucraina e poi via via altre minoranze, tra cui tedeschi, armeni, caraiti, georgiani ecc. Al di là delle cifre numericamente non significative, va comunque tenuto presente che le piccole comunità contribuivano a rendere più vario il mosaico multiculturale di Leopoli. La città arrivò ad essere, subito dopo la capitale Varsavia, il secondo centro culturale e accademico più importante della Polonia (nell'anno accademico 1937-1938 si contavano 9.100 studenti, iscritti a 5 strutture di istruzione superiore tra cui la rinomata università e l'istituto di tecnologia). Insieme a Poznań, Leopoli figurava come maggiore centro fieristico della Polonia, grazie alla sua Targi Wschodnie (Fiera commerciale orientale) di fama internazionale che si tiene ogni anno dal 1921, la quale aveva favorito la crescita economica della città.
Allo stesso tempo, il governo polacco ridusse i diritti degli ucraini locali, chiudendo molte delle scuole ucraine o trasformandole in scuole in cui vi era permesso il bilinguismo e non solo l'ucraino. L'afflusso di nuovi cittadini da nord ridusse la percentuale relativa della popolazione ucraina nella città, scesa da circa il 20% nel 1910 a meno del 12% nel 1931. All'università, tutti i dipartimenti ucraini aperti durante la parentesi austriaca furono chiusi tranne uno, quello dedicato alla lingua e alla letteratura rutena del 1848, la cui cattedra rimase vacante fino al 1927 prima di essere occupata da un polo etnico. La maggior parte dei professori ucraini andò incontro al licenziamento e l'ingresso degli ucraini venne limitato; per tutta risposta, si costituì un'università clandestina e una Libera Università ucraina a Vienna (successivamente trasferita a Praga). Nei documenti ufficiali, le autorità polacche sostituirono altresì tutti i riferimenti agli ucraini rimpiazzandola con la vecchia designazione di "ruteni", un ennesimo atto discriminatorio che indusse molti ucraini a percepire con disgusto la loro antica designazione originale.
Il governo polacco cercò di rimarcare quanto più possibile il carattere polacco, il polskość presente nella città da secoli. A differenza della parentesi austriaca, quando le dimensioni e il numero di parate pubbliche o altre espressioni culturali come sfilate o processioni religiose corrispondevano alla popolazione relativa di ciascun gruppo culturale, durante il governo polacco venivano poste limitazioni alle manifestazioni pubbliche della cultura ebraica e ucraina. Le celebrazioni in occasione dell'Obrona, dedicate alla difesa polacca di Leopoli, furono elevate al ruolo di importante celebrazione pubblica e furono integrate dalla Chiesa cattolica romana nelle tradizionali celebrazioni del giorno di Ognissanti all'inizio di novembre. Le parate militari e le commemorazioni di battaglie in particolari strade della città, tutte finalizzate a celebrare gli uomini polacchi che combatterono contro gli ucraini nel 1918, divennero maggiormente frequenti e, negli anni '30, venne ultimato un vasto monumento commemorativo e un sontuoso cimitero dei soldati polacchi morti durante il conflitto, il Lyčakiv. Il governo polacco promosse l'idea di Leopoli come presidio orientale contro le "orde" orientali.

## Seconda guerra mondiale

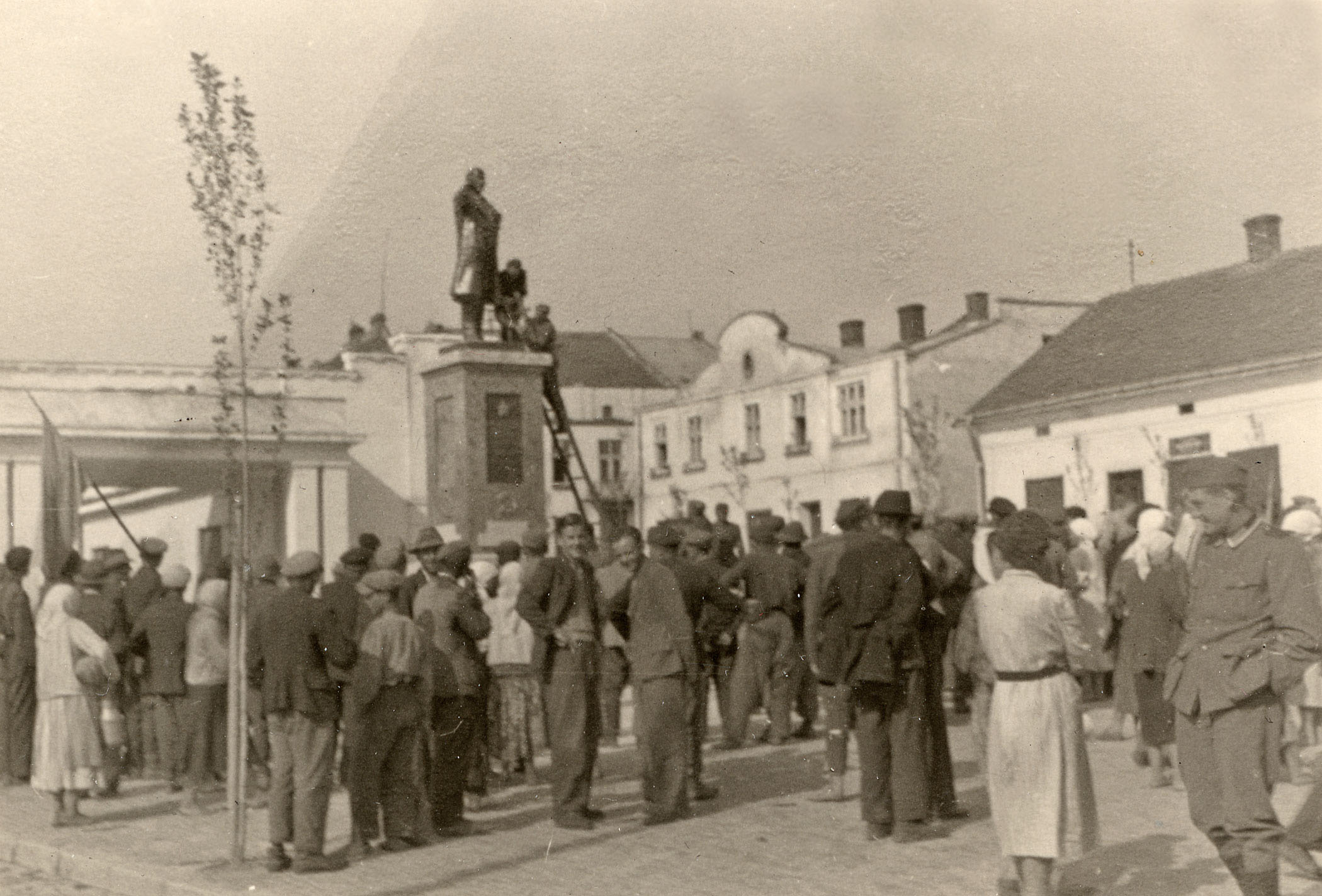
Statua di Vladimir Lenin poi rimossa dopo l'arrivo delle truppe tedesche nell'estate del 1941

La Germania nazista invase la Polonia il 1º settembre 1939 e la 1ª divisione da montagna tedesca raggiunse la periferia di Leopoli il 12 settembre scatenando un'azione di assedio. Alla guarnigione della città fu chiesto di resistere a tutti i costi poiché la posizione strategica avrebbe impedito al nemico di attraversare la cosiddetta testa di ponte rumena. Dando vita a una difesa improvvisata, le truppe di guardia alla città resistettero per 10 giorni, in quella che in seguito divenne nota, senza troppa fantasia, come battaglia di Leopoli. Il 19 settembre fu lanciato un infruttuoso attacco diversivo polacco guidato dal generale Władysław Langner. L'Armata Rossa, la quale aveva invaso il 17 settembre la Polonia ai sensi del patto Molotov-Ribbentrop sostituì i tedeschi intorno alla città e costrinse, il 21 settembre, Langner ad arrendersi formalmente: i sovietici rispondevano al comando del maresciallo Semën Timošenko, nato a Furmanivka (comune a ridosso dell'odierno confine tra la Romania e l'Ucraina).
Avvenuta la spartizione della Polonia tra le due potenze firmatarie del patto Molotov-Ribbentrop, tramite un plebiscito truccato la metà orientale della Polonia occupata dai sovietici, inclusa Leopoli, confluì nella Repubblica Socialista Sovietica Ucraina. Inizialmente, gli ebrei e parte della popolazione ucraina che vivevano nella Polonia tra le due guerre plaudirono alla conquista sovietica, il cui obiettivo dichiarato era "proteggere la popolazione ucraina nell'area". La "depolonizzazione" combinata con azioni su larga scala iniziò in maniera celere, con cui si deportò un enorme numero di polacchi ed ebrei verso est, in aree remote dell'Unione Sovietica. Solo all'inizio del 1940 circa si contavano 28.000 deportati tra centro urbano e dintorni, in cui rientrava anche una percentuale minore della comunità ucraina.
Quando i nazisti invasero l'Unione Sovietica il 22 giugno 1941, l'NKVD impiegò frettolosamente una settimana per giustiziare i prigionieri detenuti nelle carceri di Brygidki e Zamarstynów, causando circa 8.000 morti.
All'inizio, una gran fetta della popolazione ucraina accolse con favore le truppe tedesche dopo i due anni di repressione messi in atto dal regime sovietico, analogamente a molti abitanti ebrei e ucraini che in precedenza avevano accolto i sovietici come loro liberatori dal governo della "borghese" Polonia. La minoranza ucraina della città inizialmente associò i tedeschi alla parentesi austriaca, più felice per gli ucraini rispetto alle successive fasi storiche. Tuttavia, già dall'inizio dell'occupazione tedesca, le condizioni di vita per gli abitanti ebrei divennero tragiche: dopo essere stati vittime di cruenti pogrom, gli ebrei della zona furono spostati d'urgenza in un ghetto di nuova creazione e poi perlopiù in lager nazisti. Anche le comunità polacche e ucraine più piccole della città furono soggette a politiche restrittive, che portarono a numerose esecuzioni di massa sia nella città che nel campo di Janowska. Tra i primi ad essere assassinati rientrarono i professori delle università della città e altri membri dell'élite polacca. Il 30 giugno 1941, il primo giorno dell'occupazione tedesca, una delle frange dell'Organizzazione dei Nazionalisti Ucraini (OUN) dichiarò la restaurazione dello stato ucraino indipendente. Jaroslav Stec'ko proclamò a Leopoli l'instaurazione di un governo sovrano che "lavorerà a stretto contatto con la Grande Germania nazionalsocialista, sotto la guida del suo cancelliere Adolf Hitler che sta formando un nuovo ordine in Europa e nel mondo", come si legge nel testo dell'"Atto di proclamazione della statualità ucraina"; poiché ciò avvenne senza l'autorizzazione delle autorità teutoniche, il 15 settembre 1941 gli organizzatori furono arrestati. Stepan Bandera, Jaroslav Stec'ko e altri ancora vennero spediti da un Einsatzgruppe nei campi di concentramento nazisti, dove furono giustiziati entrambi i fratelli di Bandera. La politica della potenza occupante divenne presto dura anche nei confronti degli ucraini: alcuni dei nazionalisti locali furono costretti ad operare in clandestinità e da quel momento in poi combatterono contro i nazisti, oltre che contro i polacchi e i sovietici.
Mentre l'Armata Rossa procedeva verso ovest nel 1944, il 21 luglio lo stato maggiore locale dell'esercito nazionale della resistenza polacca ordinò a tutti gli uomini di scatenare una rivolta armata quando era in corso l'Operazione Tempesta. Dopo quattro giorni di scontri cittadini e col procedere dell'avanzata dell'Armata Rossa nella fase finale dell'offensiva Leopoli-Sandomierz, Leopoli aprì le proprie porte all'URSS. Come fatto in passato, le autorità sovietiche divennero rapidamente ostili ai polacchi della città, inclusi i membri dell'Armia Krajowa (i cui comandanti furono successivamente giustiziati), e le politiche genocide ripresero.
In seguito alla conquista sovietica i membri della resistenza polacca furono arruolati con la forza nell'esercito popolare polacco controllato dai sovietici o imprigionati.

### I pogrom di Leopoli e l'Olocausto
Prima della guerra, Leopoli contava la terza più numerosa comunità ebraica in Polonia, salita ulteriormente fino a oltre 200.000 ebrei quando i rifugiati di guerra si recarono in loco. Immediatamente dopo che i tedeschi entrarono in città, le Einsatzgruppen e i collaborazionisti civili organizzarono un massiccio pogrom, giustificandolo come rappresaglia per i precedenti omicidi architettati dall'NKVD (sebbene anche i semiti perirono durante l'epurazione dell'NKVD). Molti studiosi dell'Olocausto attribuiscono gran parte delle uccisioni ai nazionalisti ucraini; tuttavia, l'effettivo orientamento politico degli assassini e il rapporto con l'Organizzazione dei nazionalisti ucraini risulta ancora oggetto di dibattito. Durante le quattro settimane di pogrom dalla fine di giugno alla fine di luglio 1941, quasi 4.000 ebrei persero la vita. Il 25 luglio 1941 fu organizzato un secondo pogrom, chiamata "giornata di Petljura" perché organizzata da Symon Petljura; altri 2.000 ebrei furono uccisi a Leopoli, per lo più con l'intervento di collaborazionisti civili dopo essere stati portati al cimitero ebraico o alla prigione di Lunecki.
Il ghetto di Leopoli fu fondato a seguito dei pogrom: in esso vi erano circa 120.000 semiti, la maggior parte dei quali furono deportati nel campo di sterminio di Bełżec o uccisi localmente nei due anni successivi. A seguito dei pogrom, le uccisioni delle Einsatzgruppen, le dure condizioni nel ghetto e la deportazione nei campi di sterminio, compreso il campo di lavoro Janowska situato alla periferia della città, comportarono l'annientamento pressoché completo della popolazione ebraica. Quando le forze sovietiche raggiunsero la città nel 1944, si contavano solo 200-300 sopravvissuti.
Simon Wiesenthal (in seguito noto come cacciatore di nazisti) fu uno dei più importanti ebrei di Leopoli sopravvissuti alla guerra, sebbene fosse stato trasportato in un campo di concentramento. Molti residenti della città tentarono di fornire aiuto e nascondere gli ebrei braccati dai nazisti (nonostante la pena di morte imposta per tali atti), come ad esempio Leopold Socha, la cui storia è stata raccontata nel film del 2011 In Darkness, il quale aiutò due famiglie ebree a sopravvivere nelle fogne, dove si nascondevano dopo la liquidazione del ghetto. Il libro di memorie di Wiesenthal, Gli assassini contro di noi (The Murderers Amongst Us), descrive come questi venne salvato da un poliziotto ucraino di nome Bodnar. Gli abitanti nascosero migliaia di semiti, molti dei quali in seguito furono riconosciuti come giusti tra le nazioni. Un ingente sforzo per salvare i membri della comunità ebraica fu organizzato pure dal metropolita greco-cattolico ucraino Andrej Szeptycki.

## Epoca sovietica

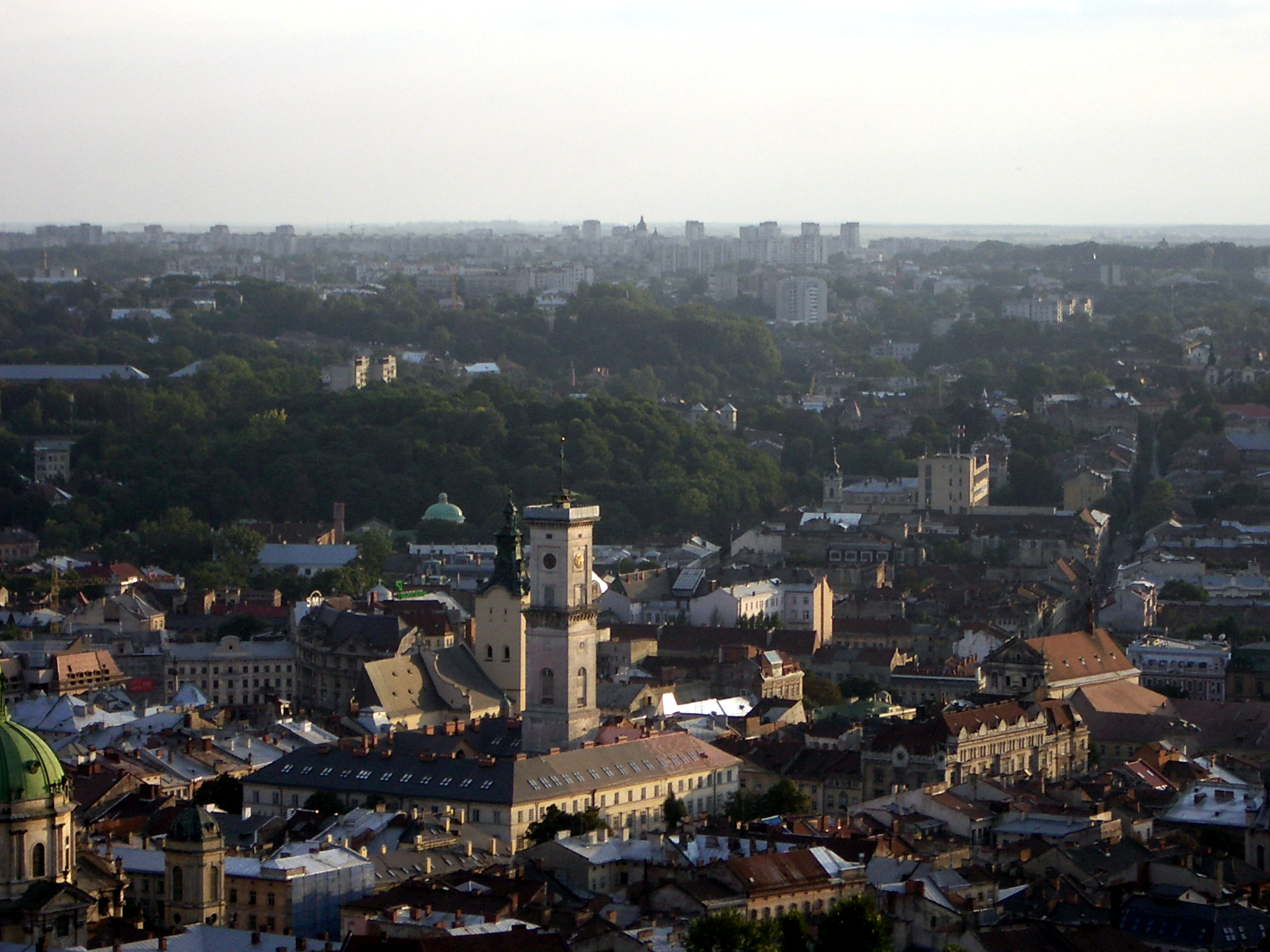
Il municipio di Leopoli visto da Vysokyi Zamok, la città alta

Dopo la guerra, nonostante le proteste polacche, la città rimase rientrante a livello amministrativo nella RSS Ucraina. La maggioranza della comunità polacca rimanente fu espulsa nei territori polacchi conquistati dalla Germania (specialmente verso Breslavia), come pure avvenne per la popolazione di lingua tedesca, una parte della quale fuggì non appena possibile temendo delle rappresaglie.
I migranti dalle aree rurali di lingua ucraina intorno alla città, così come da altre parti dell'Unione Sovietica, arrivarono spinti dalla necessità di cercare lavoro, magari nel settore industriale in rapida crescita. Un simile trasferimento di popolazione ha alterato la tradizionale composizione etnica locale, già drasticamente mutata quando la popolazione polacca, ebraica e tedesca venne deportata o uccisa.
Essendo la russificazione una politica sovietica adottata nel dopoguerra in Ucraina, a Leopoli venne meno la chiesa greco-cattolica ucraina in favore del sinodo di Leopoli, il quale accettò di trasferire tutte le parrocchie al recente ricreato esarcato della chiesa ortodossa russa. Tuttavia, dopo la morte di Iosif Stalin, le politiche culturali sovietiche furono allentate, consentendo a Leopoli, il principale centro dell'Ucraina occidentale, di diventare un importante centro della cultura ucraina.
Negli anni '50 e '60, la città si espanse in modo significativo sia in termini di popolazione che di dimensioni: un discreto numero di importanti stabilimenti e fabbriche furono fondati o spostati dalle parti orientali dell'URSS. Ciò comportò una parziale russificazione della città e una certa perdita del tradizionale influsso occidentale. Tra gli stabilimenti più importanti figuravano la fabbrica di autobus (Lvivsky Avtomobilny Zavod), la quale produceva il grosso degli autobus utilizzati nell'Unione Sovietica e impiegava più di 30.000 dipendenti, l'azienda televisiva "Zavod Elektron", la quale rese tale marchio uno dei più popolari nel paese, la fabbrica di pale caricatrici (Zavod Avto-Pogruzchik), la fabbrica di scarpe (Obuvnaya Fabrika Progress), la pasticceria Svitoč e tanti altri. Ognuno di questi impiegava decine di migliaia di lavoratori e consentiva di offrire un impiego a un numero considerevole di abitanti della regione. La maggior parte delle imprese sopravvive ancora oggi, anche se le difficoltà economiche hanno messo a dura prova i loro dati di produzione.
Nel periodo di liberalizzazione sovietica avvenuto dalla metà alla fine degli anni '80 fino all'inizio degli anni '90 in concomitanza della glasnost' e della perestrojka, la città divenne il cuore pulsante del Rukh (Movimento popolare dell'Ucraina), un movimento politico che difendeva l'indipendenza dell'Ucraina dall'URSS.

## Ucraina indipendente

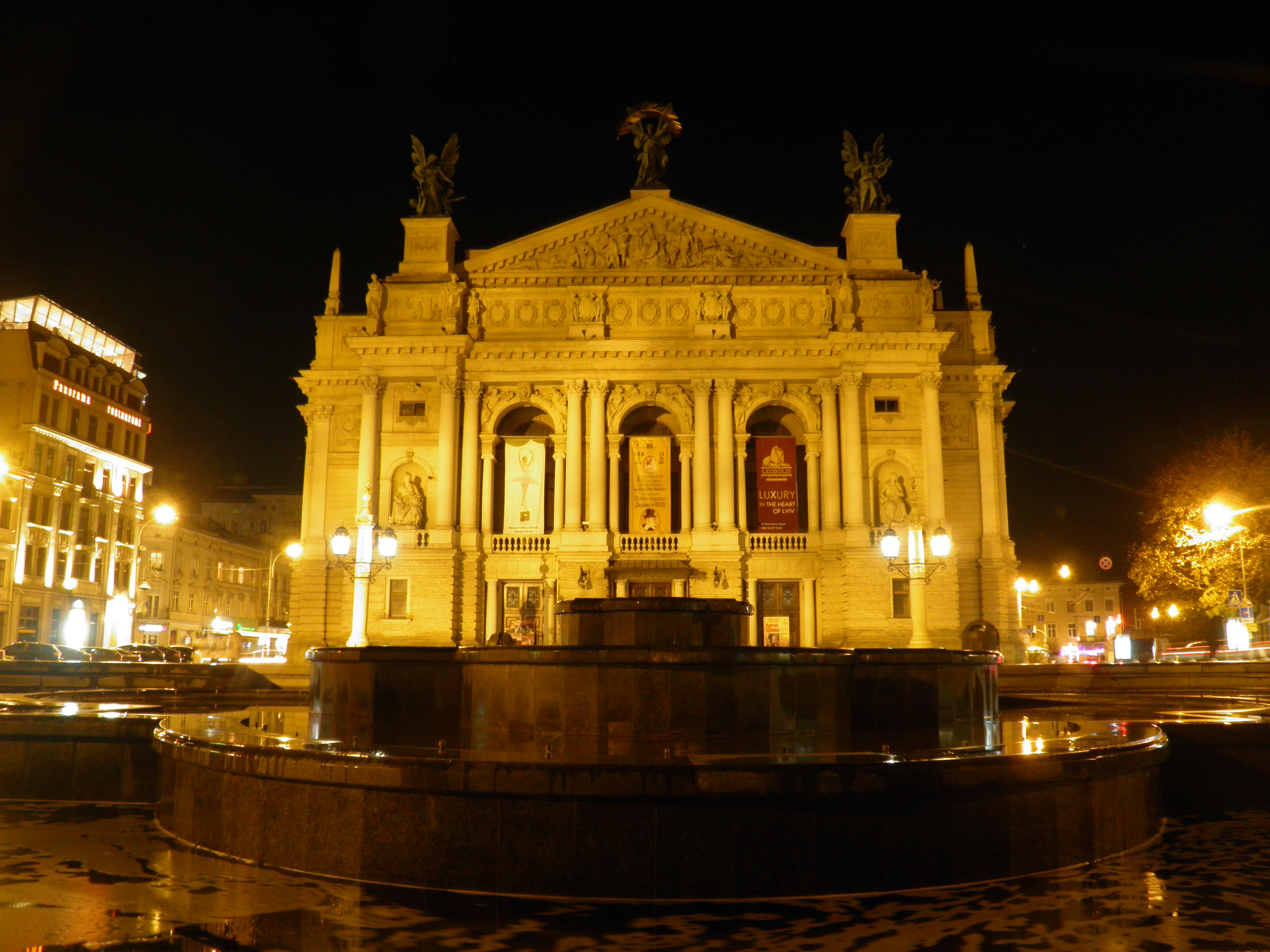
L'opera di Leopoli

Con la dissoluzione dell'Unione Sovietica nel 1991, Leopoli è rientrata nella nuovamente indipendente Ucraina, fungendo da capoluogo dell'oblast' omonima. Dal 1998 il centro storico è stato dichiarato patrimonio mondiale dell'umanità dall'UNESCO.
Oggi la città rimane uno dei centri più importanti della vita culturale, economica e politica ucraina ed è nota per la sua architettura spettacolare e diversificata. Nella sua storia recente, Leopoli ha fortemente sostenuto Viktor Juščenko durante le elezioni presidenziali ucraine del 2004 e ha svolto un ruolo chiave nelle proteste pro UE e nella rivoluzione arancione. Centinaia di migliaia di persone hanno sfidato in quell'occasione le temperature gelide per denunciare la presenza di brogli nelle elezioni tenutesi in quell'anno. Gli atti di disobbedienza civile hanno costretto il capo della polizia locale a dimettersi e la giunta comunale ha emesso una risoluzione in cui rifiutava di accettare i primi risultati ufficiali fraudolenti.
Leopoli ha celebrato il 750º anno della sua esistenza nel settembre 2006. Si sono tenute in quell'occasione numerose manifestazioni, uno spettacolo di luci intorno al teatro dell'opera cittadino ed è stata una coniata una moneta apposita dal valore di 5 grivnia. In virtù della sua posizione geografica, Leopoli non è stata intaccata dalla guerra del Donbass come altre regioni del Paese.